# Режанце
Режанце (алб. Rezhancë) је насеље у општини Качаник, Косово и Метохија, Република Србија.

## Становништво
| Демографија | Демографија | Демографија |
| Година      | Становника  | Становника  |
| ----------- | ----------- | ----------- |
| 1948.       | 374         |             |
| 1953.       | 416         |             |
| 1961.       | 463         |             |
| 1971.       | 539         |             |
| 1981.       | 478         |             |
| 1991.       | 548         |             |